# The Best of 1980-1990
The Best of 1980-1990 è il primo greatest hits del gruppo rock irlandese degli U2, uscito nei negozi nel novembre del 1998. 

## Descrizione
Il greatest hits contiene i singoli più celebri che la band ha prodotto negli anni ottanta. Esiste anche una versione a tiratura limitata che contiene un ulteriore cd con all'interno le B-side del periodo.
Nel 1999 è uscita una VHS omonima contenente gli stessi video musicali della band nella stessa sequenza della raccolta.
Il singolo Sweetest Thing è presente sia nel primo CD, presentato in una nuova veste creata per l'occasione, sia nel B-side dove compare nella versione originale del 1987 (in quanto all'epoca era un semplice retro di Where the Streets Have No Name).
L'ultima traccia del primo disco All I Want Is You, che in realtà dura 6 minuti e 31 secondi, al suo interno contiene una traccia fantasma che si può ascoltare dopo un minuto di silenzio; la traccia è October. Le due tracce durano in totale 9 minuti e 51 secondi.

### Certificazioni
Nel dicembre 1998, la raccolta in versione doppio disco ha venduto oltre due milioni di copie ed è stata certificata dalla Recording Industry Association of America guadagnando il doppio disco di platino. Nel novembre 2002, in occasione dell'uscita della seconda raccolta The Best of 1990-2000, l'edizione a disco singolo fu certificata quintuplo disco di platino dalla British Phonographic Industry, arrivando a vendere 1,5 milioni di unità.

### Copertina
Il bambino sulla copertina è Peter Rowen, fratello di Guggi, amico di Bono. Peter è anche presente sulle copertine di Three (1979), Boy (1980), War (1983) e Early Demos.

## Formazione
U2
- Bono - voce, armonica a bocca (Desire), chitarra
- The Edge - chitarra, tastiere, voce
- Adam Clayton - basso, voce (Endless Deep)
- Larry Mullen Jr. - batteria, percussioni

## Tracce
1. Pride (In the Name of Love) – 3:48 (The Unforgettable Fire, 1984)
2. New Year's Day (New Version) – 4:17 (War, 1983)
3. With or Without You – 4:55 (The Joshua Tree, 1987)
4. I Still Haven't Found What I'm Looking For – 4:38 (The Joshua Tree, 1987)
5. Sunday Bloody Sunday – 4:40 (War, 1983)
6. Bad – 5:50 (The Unforgettable Fire, 1984)
7. Where the Streets Have No Name – 4:35 (The Joshua Tree, 1987)
8. I Will Follow – 3:36 (Boy, 1980)
9. The Unforgettable Fire – 4:53 (The Unforgettable Fire, 1984)
10. Sweetest Thing – 3:00 (inedita)
11. Desire – 2:59 (Rattle and Hum, 1988)
12. When Love Comes to Town – 4:17 (Rattle and Hum, 1988)
13. Angel of Harlem – 3:49 (Rattle and Hum, 1988)
14. All I Want Is You – 6:31 (Rattle and Hum, 1988)

- October (ghost track) – 2:20 (October, 1981)

### B-side
1. The Three Sunrises – 3:52 (tratto dall'EP Wide Awake in America)
2. Spanish Eyes – 3:14 (retro di I Still Haven't Found What I'm Looking For)
3. Sweetest Thing – 3:03 (retro di Where the Streets Have No Name)
4. Love Comes Tumbling – 4:40 (tratto da Wide Awake in America)
5. Bass Trap – 3:31 (retro di The Unforgettable Fire)
6. Dancing Barefoot – 4:45 (retro di When Loves Comes to Town)
7. Everlasting Love – 3:20 (retro di All I Want Is You)
8. Unchained Melody – 4:52 (retro di All I Want Is You)
9. Walk to the Water – 4:49 (retro di With or Without You)
10. Luminous Times (Hold on to Love) – 4:35 (retro di With or Without You)
11. Hallelujah, Here She Comes – 4:00 (retro di Desire)
12. Silver and Gold – 4:37 (retro di Where the Streets Have No Name)
13. Endless Deep – 2:57 (retro di Two Hearts Beat as One)
14. A Room at the Heartbreak Hotel – 4:32 (retro di Angel of Harlem)
15. Trash, Trampoline, and the Party Girl – 2:33 (retro di A Celebration)

## Classifiche
| Classifica (1998-1999) | Posizione massima |
| ---------------------- | ----------------- |
| Australia              | 1                 |
| Austria                | 1                 |
| Belgio (Fiandre)       | 1                 |
| Belgio (Vallonia)      | 1                 |
| Canada                 | 1                 |
| Danimarca              | 3                 |
| Europa                 | 1                 |
| Finlandia              | 3                 |
| Francia                | 1                 |
| Germania               | 1                 |
| Grecia                 | 1                 |
| Irlanda                | 1                 |
| Islanda                | 1                 |
| Italia                 | 1                 |
| Norvegia               | 2                 |
| Nuova Zelanda          | 1                 |
| Paesi Bassi            | 1                 |
| Portogallo             | 1                 |
| Regno Unito            | 1                 |
| Repubblica Ceca        | 3                 |
| Spagna                 | 2                 |
| Stati Uniti            | 2                 |
| Svezia                 | 1                 |
| Svizzera               | 1                 |
| Ungheria               | 3                 |

### Classifiche di fine anno
| Classifica (1998) | Posizione |
| ----------------- | --------- |
| Australia         | 6         |
| Austria           | 16        |
| Belgio (Fiandre)  | 2         |
| Belgio (Vallonia) | 3         |
| Canada            | 45        |
| Danimarca         | 30        |
| Europa            | 23        |
| Germania          | 41        |
| Nuova Zelanda     | 11        |
| Paesi Bassi       | 5         |
| Regno Unito       | 21        |
| Spagna            | 17        |
| Svezia            | 42        |
| Svizzera          | 19        |
| Classifica (1999) | Posizione |
| Australia         | 28        |
| Austria           | 6         |
| Belgio (Fiandre)  | 15        |
| Belgio (Vallonia) | 17        |
| Canada            | 32        |
| Danimarca         | 50        |
| Europa            | 20        |
| Germania          | 27        |
| Nuova Zelanda     | 39        |
| Paesi Bassi       | 7         |
| Regno Unito       | 55        |
| Svizzera          | 34        |
| Classifica (2000) | Posizione |
| Belgio (Fiandre)  | 91        |
| Francia           | 25        |
| Classifica (2001) | Posizione |
| Australia         | 70        |
| Belgio (Fiandre)  | 94        |
| Paesi Bassi       | 76        |
| Classifica (2002) | Posizione |
| Australia         | 64        |